# Edward Smith-Stanley
Edward  Smith-Stanley (n. 29 martie 1799 – d. 23 octombrie 1869,  Lancashire, Anglia) a fost un politician britanic. A fost prim ministru al Marii Britanii între februarie-decembrie 1852, februarie 1858-iunie 1859 și iunie 1866-februarie 1868.
1. 1 2 3 4 5 6  Kindred Britain
2. 1 2  The Peerage
3. ↑  Autoritatea BnF, accesat în 10 octombrie 2015
4. ↑  The History of Parliament